# Alice's Brown Derby
Alice's Brown Derby é um curta-metragem de animação estadunidense de 1926, lançado como parte da série Alice Comedies.